# Sam. Stadener

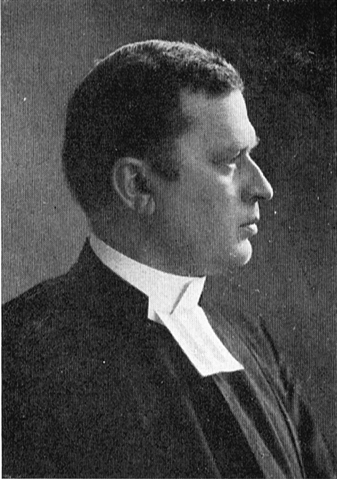

Nils Samuel („Sam.“ oder „Sam“) Stadener (* 30. März 1872 in Asarum (heute Teil von Karlshamn, Blekinge län) als Nils Samuel Svensson; † 6. August 1937 in Malmö) war ein schwedischer lutherischer Theologe und Politiker. Er wirkte unter anderem als Bischof der Bistümer Strängnäs und  Växjö sowie als Kirchenminister.

## Leben
Stadener war ein Sohn des Volksschullehrers Nils Svensson. Nachdem er 1889 das Abitur in Lund erworben hatte, studierte er an der Universität Lund und legte 1898 das theologische Kandidatenexamen ab. Er arbeitete zuerst als Schulinspektor und nach seiner 1900 erfolgten Ordination als Hilfspfarrer in der schwedischen Gemeinde in Paris (als Nachfolger von Nathan Söderblom) und als schwedischer Seemannspastor in Calais und Boulogne-sur-Mer. Von 1905 bis 1909 war er Pfarrer in Malmö, anschließend bis 1923 in Ystad. In beiden Städten gehörte er auch dem Stadtrat (stadsfullmäktige) an. Daneben erfüllte er verschiedene übergeordnete Aufgaben im Bistum Lund. Von 1912 bis 1917 war er als Vertreter der Liberala samlingspartiet Abgeordneter in der ersten Kammer des schwedischen Reichstags. Hier setzte er sich erfolglos für Reformen in der schwedischen Staatskirche und eine Eigenständigkeit der Freikirchen (deren Mitglieder formell noch zur Staatskirche gehörten) ein. 1923 übernahm er eine Pfarrstelle in den Stadtteilen Nöbbelöv und Väster in Lund. Auch dort wurde er 1927 in den Stadtrat gewählt.
Im Oktober 1927 wurde Stadener, der seit 1925 schon zweimal auf Wahlvorschlägen gestanden hatte, zum Bischof von Strängnäs bestimmt und trat sein Amt zum 1. November 1928 an. Als Carl Gustaf Ekman am 6. Juni 1930 eine Regierung aus Liberalen und Sozialdemokraten bildete, wurde Stadener zum Kirchenminister berufen. Er setzte unter anderem eine Reform der Pfarrerbesoldung durch, die zu einer Dezentralisierung des Landbesitzes der Kirche führte. Ferner bestimmte er nach dem Tod von Nathan Söderblom, auf dessen Nachfolge er selbst gehofft hatte, den bei den Wahlen nur drittplatzierten Erling Eidem im Dezember 1931 zum Erzbischof. Das Ministeramt endete mit der Wahl zum Schwedischen Reichstag im September 1932 und der Bildung einer sozialdemokratisch geführten Regierung. Stadener kehrte in sein Bischofsamt nach Strängnäs zurück, wurde aber schon im Dezember zum Bischof von Växjö bestimmt und trat sein Amt zum 1. März 1933 an. Er hatte das Amt bis zu seinem Tod inne.
Die Amtszeit in Växjö war von Konflikten um das Verhältnis zur evangelischen Kirche in Deutschland überschattet. Im Gegensatz zur öffentlichen Meinung und zur Mehrheit seiner Amtskollegen hielt Stadener an seiner deutschfreundlichen Haltung auch nach der „Machtergreifung“ durch Hitler und der nachfolgenden Gleichschaltung der Kirchen fest. Er verteidigte das Vorgehen der Deutschen Christen und widersetzte sich als einziger einem gemeinsamen Beschluss der skandinavischen Bischöfe, die Amtseinführung des Reichsbischofs Ludwig Müller im September 1934 zu boykottieren. Nur eine Intervention der schwedischen Regierung verhinderte seine Teilnahme.
Neben seinen kirchlichen und politischen Ämtern übte Stadener eine Reihe von Ehrenämtern aus. So war er von 1926 bis 1928 stellvertretender Vorsitzender und anschließend bis 1930 und noch einmal von 1933 bis 1936 Vorsitzender des schwedischen Pfarrervereins (Allmänna svenska prästföreningen), ab 1929 Vorsitzender des schwedischen Komitees des Lutherischen Weltkonvents und ab 1930 stellvertretender Vorsitzender des Protestantischen Weltverbandes.
Stadener war seit 1900 mit Hedvig (Hedda) Maria af Klinteberg (1869–1936) verheiratet. Sein Sohn Nils war Lehrer und der Ehemann von Ingegerd Stadener (1903–1968), einer Romanautorin, die unter dem Pseudonym Helena Poloni auch als Krimiautorin bekannt wurde.

## Auszeichnungen
- 1916: Wasaorden
- 1923: Theologische Ehrendoktorwürde der Universität Lund
- 1928: Nordstern-Orden
- 1930: Kommandeur des Nordstern-Orden I. Klasse
- 1931: Kommandeur des Nordstern-Orden mit Großkreuz
- 1932: Orden des Adlerkreuzes mit Großkreuz

## Schriften (Auswahl)
- Konfirmandbok.  Ystad 1915 (und weitere Auflagen).
- Evangeliepostilla jämte bön på julafton och passionsbetraktelser. Vier Bände. Diakonistyrelsen, Stockholm 1925–26.
- Högmässopostilla, i vilken nyttjas de stycken ur evangelium som utgöra de första nya högmässotexterna, jämte bön påjulafton och passionsbetraktelser. Vier Bände. Diakonistyrelsen, Stockholm 1927–28.
- Herdabrev till Strängnäs stift. Diakonistyrelsen, Stockholm 1927.
- Från Mullhyttan till Botkyrka. Åtskilligt från mitt första år i Strängnäs stift. Diakonistyrelsen, Stockholm 1928.
- Herdabrev till Växjö stift. Gleerup, Lund 1933.
- 1 syndares ställe. Passionsbetraktelser. Diakonistyrelsen, Stockholm 1938 (postum herausgegeben, Neuauflage 1990).